# Alex Ranghieri
Alex Ranghieri (né le 18 juin 1987 à Pordenone) est un joueur de beach-volley italien. Il a notamment été vice-champion d'Europe de sa discipline.

## Les débuts
Alex Ranghieri apparaît sur le circuit professionnel du FIVB Beach Volley World Tour en 2010. Il s'associe avec le vétéran Andrea Tomatis jusqu'en 2014.
Changeant de partenaire en début d'année 2015, il remporte l'Open de Lucerne (Suisse) en mai de la même année avec son jeune compatriote Marco Caminati. Malgré ce succès, Ranghieri décide de changer de partenaire.
Il s'associe à partir de 2015 avec son compatriote italien Adrian Carambula. Le duo créé la sensation lors du Major de Poreč (Croatie) et termine médaille de bronze pour son troisième tournoi en battant les Néerlandais Nummerdor et Varenhorst en trois sets en 56 minutes (21-18, 18-21, 15-10).

## La confirmation
Deux mois après leur performance en Croatie, le duo remporte la médaille d'argent lors des Championnats d'Europe de beach-volley en août 2015.
Ranghieri et Carambula remportent leur premier tournoi en octobre 2015 lors de l'Open d'Antalya (Turquie). Ils remportent leur second tournoi en avril 2016 lors de l'Open du Qatar, battant en finale les Autrichiens Alexander Huber et Robin Seidl en deux sets (21-17, 21-19).
Le duo italien participe aux Jeux olympiques de Rio où ils terminent à la 9e place.

## Palmarès

### Jeux olympiques d'été
- Pas de performance significative à ce jour...

### Championnats du Monde
- Pas de performance significative à ce jour...

### Championnats d'Europe
- Médaille d'argent en 2015 à Klagenfurt (Autriche) avec Adrian Carambula